# Birdemic 2: The Resurrection
Birdemic 2: The Resurrection ist ein US-amerikanischer Tierhorrorfilm von James Nguyen aus dem Jahr 2013. Er entstand als Fortsetzung des Films Birdemic: Shock and Terror. 2022 erschien mit Birdemic 3: Sea Eagle der dritte Teil der Filmreihe.

## Handlung
Filmregisseur Bill plant mit seinem neuen Independent-Film Sunset Dreams nicht nur, der Kontrolle der großen Hollywood-Studios zu entgehen, sondern auch die schwierigen Seiten des Schauspielerdaseins darzustellen. In einer Bar trifft er auf Kellnerin Gloria, die seit fünf Jahren vergeblich versucht, als Schauspielerin groß herauszukommen. Bill gibt ihr seine Karte und ermutigt sie, am Casting für Sunset Dreams teilzunehmen. Kurz darauf trifft sich Bill mit seinem Freund Rod und dessen Freundin Nathalie. Rod willigt ein, den Film mit einer Million Dollar zu finanzieren. Er stellt die Bedingung, dass seine Freundin und sein Adoptivsohn Tony im Film eine Rolle erhalten. Am nächsten Tag trifft Bill auf Gloria, die genug von Los Angeles hat und nach Hause gehen will. Er überredet sie zum Casting zu gehen und tatsächlich wird sie als Hauptdarstellerin von Sunset Dreams gecastet. Weitere Investoren sind bereit, Geld für den neuen Film auszugeben, sodass die Dreharbeiten beginnen können.
Bill sieht im Fernsehen, dass in Arkansas 5000 tote Vögel vom Himmel gefallen sind; zudem hat es in Half Moon Bay in Kalifornien roten Regen gegeben. In einer Küstenstadt wird eine Badende von einer Riesenqualle angegriffen. Von Vogelexperte Dr. Jones erfahren Bill, Gloria, Rod und Nathalie, dass einst Riesenvögel – direkte Nachfahren der Dinosaurier – vollständig konserviert in Asphaltgruben vor dem George C. Page Museum in La Brea Tar Pits, Los Angeles, gefallen sind. Während die vier wenig später auf Santa Catalina Island feiern, geht vor dem Museum ein roter Regenschauer nieder und die Vögel werden zum Leben erweckt. Die Vögel attackieren die vier wenig später während der Dreharbeiten zu Sunset Dreams. Die vier fliehen, treffen auf der Flucht den Drehbuchautoren Will sowie später in einem Westerndorf die blonde Jessica. Die Flucht vor den Vögeln führt die Gruppe auf einen Friedhof, auf dem sie von Zombies attackiert werden, wobei Jessica stirbt. In einem Zoo erfahren sie, dass die Vögel eine Folge der globalen Erwärmung sind. Die Flucht der Gruppe endet schließlich in einem Hotel, wobei Will von den Vögeln getötet wird. Die Tiere fliegen weiter gen Hollywood.

## Produktion

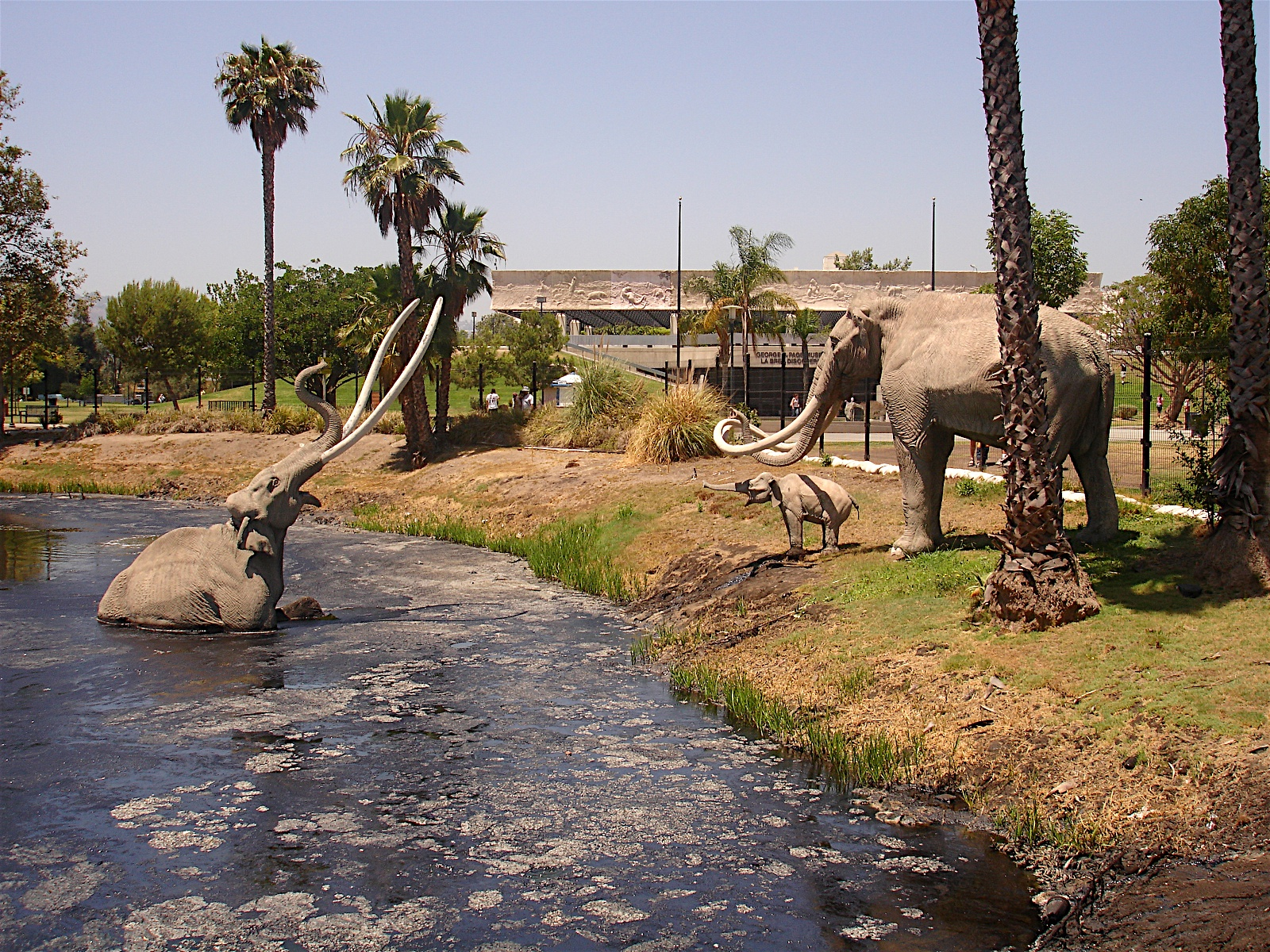
Asphaltgrube des George C. Page Museum, ein Drehort des Films

Birdemic 2: The Resurrection entstand als Fortsetzung von Birdemic: Shock and Terror, der 2008 erschienen war. Alan Bagh (Rod) und Whitney Moore (Nathalie) übernahmen dabei ihre Rollen aus dem ersten Teil. Regie führte erneut James Nguyen, der zudem wie beim ersten Teil auch das Drehbuch verfasste. Wie im ersten Teil gibt es auch in Birdemic 2: The Resurrection Anspielungen auf Alfred Hitchcocks Die Vögel, so ist in einer Szene das Filmplakat von Die Vögel (und Vertigo – Aus dem Reich der Toten) im Hintergrund zu sehen; zudem wird Tippi Hedrens Stern auf dem Hollywood Walk of Fame gezeigt.
Die Dreharbeiten begannen am 4. Februar 2012. Drehorte waren unter anderem die Universal Studios, das George C. Page Museum in La Brea Tar Pits sowie der Friedhof Mountain View in Altadena (Friedhofs-/Zombieszenen).
Birdemic 2: The Resurrection wurde erstmals am 10. April 2013 in New York City gezeigt und erschien am 15. Oktober 2013 in den USA auf DVD.